# Skådespelarkonst
Skådespelarkonst är konsten att gestalta en annan person med hjälp av kropp, röst och fantasi. Den moderna skådespelarkonsten tillskrivs ofta Konstantin Stanislavskij samt Michel Saint Denis.

## Ryssland
Konstantin Stanislavskij skapade ett system för att gestalta psykologiskt trovärdiga rollfigurer. Av Stanislavskijs egna elever är Michail Tjechov den mest framstående teoretikern (ej att förväxlas med sin farbror, dramatikern Anton Tjechov). Tjechov levde senare i exil i USA och kom att påverka den amerikanska skådespelarutbildningen och Hollywoods utveckling.

## Europa
Michel Saint Denis lade grunden för europeiskt skådespelarutbildning. Saint Denis var dels influerad av Stanislavskij, men även av Jacques Copeau vilken var mer fokuserad på den fysiska aspekten av skådespelarens gestaltning. Michel Saint Denis upplägg är det man brukar kalla för "klassiskt skådespeleri".

## USA
Många av Stanislavskijs elever flydde till USA och utbildade de som skulle komma att bli nästa generations förgrundsgestalter inom skådespelarträningen; Lee Strasberg, Stella Adler, Stanford Meisner och Robert Lewis. Dessa fyra drev tillsammans The Group Theatre och The Actor's Studio, vilken skulle föra in sina respektive tolkningar av Stanislavskijs idéer i Hollywood.

## Frankrike
Jacques Copeaus efterföljare utvecklade den fysiska teatern i olika riktningar; Etienne Decroux ses idag som grundaren av den moderna mimkonsten och Jacques Lecoq som en förgrundsgestalt när det gäller clown och Commedia dell'Arte.